# Alláh-u-Abhá
Alláh-u-Abhá (en árabe: الله أبهى, Alláh-u-Abhá; Dios es el más Glorioso‎) es el saludo que los bahaíes usan al encontrarse entre ellos. Abhá es un superlativo de la palabra «Bahá», y otra forma de el más Grande Nombre. A los bahaíes se les pide que repitan la frase Alláh-u-Abhá 95 veces por día, como fue descrito por Bahá'u'lláh, fundador del bahaísmo en el Kitáb-i-Aqdas, su libro de leyes.